# Cosmovision
 (avril 2025).
Motif : simple liste de titres sans aucune source
- Archive Wikiwix
- Bing
- Cairn
- DuckDuckGo
- E. Universalis
- Gallica
- Google
- G. Books
- G. News
- G. Scholar
- Persée
- Qwant
- (zh) Baidu
- (ru) Yandex
- (wd) trouver des œuvres sur Wikidata

| 1. | Préciser le motif de la pose du bandeau. | Précisez le motif de la pose du bandeau en utilisant la syntaxe suivante : {{admissibilité à vérifier\|date=avril 2025\|motif=remplacez ce texte par le motif}}                  |
| 2. | Informer les utilisateurs concernés.     | Pensez à avertir le créateur de l'article, par exemple, en insérant le code ci-dessous sur sa page de discussion : {{subst:avertissement admissibilité à vérifier\|Cosmovision}} |

Albums de Nightmare
Power of the Universe
(1985) Silent Room
(2003)
Cosmovision est le troisième album studio du groupe français Nightmare sorti en 2001.

## Titres
1. Roads To Nazca - 1:00
2. Cosmovision - 3:47
3. Corridors Of Knowledge - 3:46
4. Spirits Of The Sunset - 3:54
5. The Church - 3:47
6. Behold The Nightime - 4:53
7. Necropolis - 4:14
8. The Cemetary Road - 4:53
9. Kill For The New Messiah - 4:09
10. The Spiral Of Madness - 6:19
11. Last Flight To Sirius - 5:21
12. Riddle In The Ocean - 5:24